# Vladimir Kolpaktchi
Vladimir Iakovlevitch Kolpaktchi (en russe : Владимир Яковлевич Колпакчи) ; (7 septembre 1899 - 17 mai 1961) est un général d'armée soviétique.

## Biographie
Vladimir Iakovlevitch Kolpaktchi est né le 7 septembre 1899 à Kiev. Après ses études secondaires, il suit des études de droit à l'université nationale Taras-Chevtchenko de Kiev.
À l'automne 1916 il est appelé pour le service militaire et participe à la Première Guerre mondiale. En 1917 il entre dans la garde rouge et participe à la prise du Palais d'Hiver. Il intègre l'Armée rouge en 1918 et participe à la guerre civile russe qu'il termine comme commandant de régiment. En 1923 il participe aux opérations militaires contre les basmatchis. En 1928 il est diplômé de l'Académie militaire Frounzé. En 1936 il est envoyé en mission spéciale en Espagne. À son retour en 1938 il est nommé commandant du 12e corps d'infanterie puis, en décembre 1940, il est nommé à la tête du district militaire de Kharkov.
Au début de la Seconde Guerre mondiale, Kolpaktchi est chef d'état-major de la 18e Armée nouvellement formée. À l'automne 1941, lors des opérations défensives du Donbass la 18e Armée est encerclée. En octobre après la mort du commandant A.K. Smirnov il prend le commandement de l'armée. 
En mai 1942, il est nommé commandant de la 7e armée de réserve qui devient le 10 juillet 1942 la 62e armée et intègre le front de Stalingrad. À la suite des premières défaites contre la VIe Armée lors de la bataille de la boucle du Don il est remplacé par Lopatine,,.
En novembre 1942 il prend le commandement de la 30e Armée qui prend part à l'opération Mars contre le saillant de Rjev. En mai 1943 il est nommé à la tête de la 63e armée, au sein du front de Briansk et participe à l'opération Koutouzov et à ses suites, notamment la prise de Briansk. En février 1944 il devient chef d'état-major du deuxième front biélorusse. Puis prend la tête de la 69e Armée, au sein du premier front biélorusse. Son armée, déployée en premier échelon du front, perce les défenses ennemies lors de la traversée du Bug puis établit des têtes de pont à l'ouest de la Vistule. Ses troupes sont ensuite impliquées dans les offensives Vistule-Oder puis dans la bataille de Berlin,.
Il reçoit le titre de héros de l'Union soviétique le 6 avril 1945 pour son rôle lors du franchissement de l'Oder. Après guerre Vladimir Kolpaktchi commande brièvement le district militaire de Bakou puis différentes armées avant d'être nommé, en août 1956, responsable de la formation au combat des forces terrestres. Il meurt en service le 17 mai 1961 dans un accident d'avion. Il est enterré à Moscou au cimetière de Novodevitchi.

## Décorations
- Ordre de Lénine
- Ordre de l'Étoile rouge
- Ordre de Souvorov
- Ordre de Koutouzov
- Ordre de l'étoile rouge